# Custódio Pinto
Custódio João Pinto (Montijo, 1942. február 9. – 2004. február 21.) portugál válogatott labdarúgó.

## Pályafutása

### A válogatottban
1964 és 1969 között 13 alkalommal szerepelt a portugál válogatottban és 1 gólt szerzett. Részt vett az 1966-os világbajnokságon.

## Sikerei, díjai
Porto
- Portugál kupa (1): 1967–68

Portugália
- Világbajnoki bronzérmes (1): 1966